# Пьоша
Пьоша (Тьоша) (на руски: Пёша, Тёша) е река в Архангелска област и Ненецки автономен окръг на Русия, вливаща се в Баренцево море. Дълга е 257 km, а площта на водосборния ѝ басейн е 5060 km².
Река Пьоша води началото си от крайните северни разклонения на Тиманското възвишение, на 110 m н.в., в крайната североизточна част на Архангелска област. По цялото си протежение тече в посока север-северозапад през крайната северна част на Източноевропейската равнина в широка, плитка и едва забележима, силно заблатена долина, в която силно меандрира. Влива се в югоизточната част на залива Чешка губа на Баренцево море чрез естуар при село Белуше на територията на Ненецки автономен окръг. Основни притоци: леви – Захарина (64 km); десни – Хайминская (53 km), Волоковая (74 km), Безмощица (73 km), Гусинец (59 km). Има смесено подхранване с преобладаване на снежното и дъждовното с ясно изразено пролетно пълноводие в края на май и началото на юни. Средният годишен отток е около 50 m³/s. Заледява се през ноември, а се размразява в средата на май. По течението ѝ са разположени четири малки села – Волоковая, Мерхная Пьоша, Нижная Пьоша и Белуше.